# Kaoru Hana wa Rin to Saku
Kaoru Hana wa Rin to Saku (薫る花は凛と咲く?), también conocida en español como La nobleza de las flores, es una serie de manga japonés escrito e ilustrado por Saka Mikami. Comenzó su serialización en el sitio web y aplicación de manga Magazine Pocket de Kōdansha el 20 de octubre de 2021. Una adaptación de la serie a anime producida por CloverWorks se estrenó el 6 de julio de 2025.

## Argumento
Las vecinas escuelas preparatorias Chidori y Kikyo solo están separadas por un muro físicamente, pero además son completamente opuestas: mientras que a Chidori asisten varones en su gran mayoría problemáticos, delincuentes y pícaros, Kikyo reúne a señoritas de alto nivel, no solo académico sino en lo social.
Rintarō Tsumugi es uno de los estudiantes de Chidori, y su apariencia concuerda con lo amenazante que es en sí esa institución, pero por dentro, es un chico sensible y tímido. Por otro lado, Kaoruko Waguri es una de tantas chicas brillantes de Kikyo, pero a diferencia de la arrogancia del resto, es dulce y compasiva.
El destino los reúne y juntos forjarán un vínculo que busca desafiar todo prejuicio de uno y otro lado de ese muro.

## Personajes

### Protagonistas
Rintarō Tsumugi (紬 凛太郎 Tsumugi Rintarō?)
 Seiyū: Yoshinori Nakayama, por confirmar (español latino)
Protagonista masculino y uno de los estudiantes de la Escuela Masculina Chidori. Su apariencia amenazante, destacando su aguda mirada, su cabello desteñido y su más de 1,92m. de estatura, esconden un joven tímido, dedicado y generoso. Además de asistir a la escuela, Rintarō colabora en la pastelería familiar ayudando a sus padres en la cocina o atendiendo a los clientes, aunque le dé vergüenza hacer esto último. Justamente hacerlo es como conoció a Kauruko, una asidua cliente de la pastelería, formando una relación amistosa con ella hasta que descubre que ella asiste a la Escuela Kikyo, provocando que se cuestione si es digno de estar con ella. Pero con ayuda de ella, sus amigos y padres, toma coraje y le confiesa sus sentimientos a ella, aceptándolos. Desde entonces, Rintarō se siente más seguro de sí mismo y logra expresarse más.
Kaoruko Waguri (和栗 薫子 Waguri Kaoruko?)
 Seiyū: Honoka Inoue, por confirmar (español latino)
Protagonista femenina y una de las estudiantes de la Escuela de Señoritas Kikyo. De apariencia delicada, refinada y elegante, pero de gran corazón, alegre, humilde y risueña, al contrario del estándar de Kikyo en el que sus estudiantes tienen muchos niveles de arrogancia y despecho hacia la escuela Chidori. Su carácter alegre esconde un pasado complicado, pero el conocer a Rintarō en la pastelería cambió su vida, al considerarlo no solo apuesto, sino alguien confiable y dedicado, y desde entonces asiste a diario al lugar con el objetivo de estar con él. Al ir conociendo más a Rintarō y a su grupo de amigos, Kaoruko busca de alguna manera disipar la mala fama de Chidori a sus amigas de Kikyo y a la vez hacerse más cercana a él, ya que estaba verdaderamente enamorada pero no encontraba el impulso para declararse hasta que Rintarō lo hizo primero. Ya como novios, ambos concuerdan en acercar sus amistades y derribar esa diferencia entre ambas escuelas.

### Amigos de Rintarō
Saku Natsusawa (夏沢 朔 Natsusawa Saku?)
 Seiyū: Koki Uchiyama, por confirmar (español latino)
Amigo de Rintarō, siendo el más nuevo del grupo al haberlos conocido al entrar a Chidori. Es quizá más retraído que Rintarō, debido a que le es más difícil expresarse, sin embargo, es excelente en lo académico, cosa que asombra a las chicas de Kikyo. Entró a Chidori para poder lograr abrirse más a la gente. El compartir carácter y el cuidar a sus amigos lo hizo cercano a Subaru.
Shouhei Usami (宇佐美 初平 Usami Shouhei?)
 Seiyū: Kikunosuke Toya, por confirmar (español latino)
El más enérgico y animado del grupo de amigos de Rintarō, siempre sonriente y despreocupado. Pero no dudará en actuar si sus amigos están en problemas o se sienten deprimidos. 
Ayato Yorita (縒り田 文人 Yorita Ayato?)
 Seiyū: Hiiro Ishibashi, por confirmar (español latino)
Es quizá el más enigmático del grupo. Suele ser sereno y no hablar con muchas palabras, aunque es bastante atento y gentil. Sin embargo, esconde un costado sádico, que se muestra cuando alguien intenta agredir a sus allegados, mostrando una fuerza inusual.

### Amigas de Kaoruko
Subaru Hoshina (保科 昴 Hoshina Subaru?)
 Seiyū: Aya Yamane
La mejor amiga de Kaoruko. Más que amiga, se la puede considerar una especie de protectora o escudera, ya que su apariencia es casi estereotipica de una caballero, por su altura y su largo cabello platinado. Desconfiaba de Rintarō y de su grupo de amigos por el prejuicio de pertenecer a Chidori. Pero gracias a conocerlos, su prejuicio se disipó, aceptando a Rintarō como novio de Kaoruko e integrándose a su grupo de amigos, en especial con Saku
Ayumi Sawatari (沢渡 亜由美 Sawatari Ayumi?)
Es amiga de Kaoruko, al principio igual de retraída que Saku, pero a diferencia de él, ella no era buena en los estudios, cuestionándose si merecía estar en Kikyo, pero fue gracias a Kaoruko, a quien al principio envidiaba hasta que vio su esfuerzo, se integró a las demás. Muy reticente a relacionarse con chicos de Chidori (incluso más que Subaru), fue nuevamente Kaoruko, pero con ayuda de Rintarō, la que la hizo reconocer que nadie tenía que ser apartado, ni siquiera ella.
Madoka Yuzuhara (柚原 円蚊 Yuzuhara Madoka?)
La más animada del grupo de Kaoruko, siendo equivalente a Shouhei, es también una de las consejeras en diferentes asuntos, ya que es la más extrovertida. Y es una de las pocas que no cuestionaba a los chicos de Chidori, más bien se sentía curiosa.

## Contenido de la obra

### Manga
Kaoru Hana wa Rin to Saku es escrito e ilustrado por Saka Mikami. Comenzó su serialización en el sitio web y la aplicación Magazine Pocket de Kōdansha el 20 de octubre de 2021. Kōdansha recopila sus capítulos individuales en volúmenes tankōbon. El primer volumen se publicó el 9 de marzo de 2022, y hasta el momento la serie se ha recopilado en dieciocho volúmenes.
| Volúmenes de manga publicados | Volúmenes de manga publicados | Volúmenes de manga publicados |
| Número                        | Fecha de publicación          | ISBN                          |
| ----------------------------- | ----------------------------- | ----------------------------- |
| 1                             | 9 de marzo de 2022            | ISBN 978-4-06-526609-0        |
| 2                             | 9 de mayo de 2022             | ISBN 978-4-06-527851-2        |
| 3                             | 8 de julio de 2022            | ISBN 978-4-06-528386-8        |
| 4                             | 9 de septiembre de 2022       | ISBN 978-4-06-529144-3        |
| 5                             | 9 de noviembre de 2022        | ISBN 978-4-06-529641-7        |
| 6                             | 6 de enero de 2023            | ISBN 978-4-06-530334-4        |
| 7                             | 9 de marzo de 2023            | ISBN 978-4-06-530959-9        |
| 8                             | 9 de mayo de 2023             | ISBN 978-4-06-531601-6        |
| 9                             | 8 de agosto de 2023           | ISBN 978-4-06-532607-7        |
| 10                            | 9 de noviembre de 2023        | ISBN 978-4-06-533508-6        |
| 11                            | 9 de enero de 2024            | ISBN 978-4-06-534168-1        |
| 12                            | 9 de abril de 2024            | ISBN 978-4-06-535156-7        |
| 13                            | 9 de julio de 2024            | ISBN 978-4-06-536120-7        |
| 14                            | 9 de octubre de 2024          | ISBN 978-4-06-537044-5        |
| 15                            | 8 de enero de 2025            | ISBN 978-4-06-538053-6        |
| 16                            | 9 de abril de 2025            | ISBN 978-4-06-539040-5        |
| 17                            | 9 de junio de 2025            | ISBN 978-4-06-539745-9        |
| 18                            | 7 de agosto de 2025           | ISBN 978-4-06-540356-3        |
| 19                            | 9 de septiembre de 2025       | ISBN 978-4-06-540813-1        |

### Anime
Se anunció una adaptación televisiva de la serie de anime durante el evento Aniplex Online Fest el 16 de septiembre de 2024. La serie será producida por CloverWorks y dirigida por Miyuki Kuroki. Satoshi Yamaguchi será el asistente de dirección, Rino Yamazaki escribirá y supervisará los guiones, Kohei Tokuoka diseñará los personajes y Moeki Harada compondrá la música. Se estrenó el 6 de julio de 2025 en Tokyo MX y otras cadenas. El tema de apertura es "Manazashi wa Hikari", interpretado por Tatsuya Kitani, mientras que el tema de cierre es "Hare no Hi ni", interpretado por Ushio Reira. Netflix obtuvo la licencia mundial de la serie, y se estrenará junto con su emisión televisiva semanal en Japón, mientras que el lanzamiento mundial será en diferentes fechas en 2025.
En julio de 2024, Netflix anunció que la serie recibió un doblaje en español latino, la cual se estrenará próximamente.

## Recepción
La serie fue nominada en el Next Manga Award de 2022 en la categoría de manga web y ocupó el sexto lugar entre cincuenta nominados. La serie también fue nominada a los Tsutaya Comic Awards y ocupó el segundo lugar. La serie ocupó el séptimo lugar en los cómics recomendados por los empleados de la librería nacional de 2023.
La serie tiene más de 1 millón de copias en circulación a partir de marzo de 2023.